# Highspeed Étoile
Highspeed Étoile (ハイスピード エトワール), stylisé en HIGHSPEED Étoile, est un anime réalisé par Keitaro Motonaga (ja) au sein de Studio A-Cat, diffusé entre avril et juin 2024.
Une série dérivée sous la forme d'un manga illustré par Chiaki Misono en collaboration avec le circuit de Suzuka intitulé Highspeed Etoile: L'Entrée de Towa et Kanata est prépublié dans le magazine en ligne Manga Cross d'Akita Shoten depuis octobre 2023.

## Synopsis
Rin Rindoh, qui rêvait de devenir danseuse étoile, est victime d'un accident qui met fin à ses espoirs.
Après un passage où elle mène une vie d'otaku, passant majoritairement à jouer aux jeux vidéo, elle se retrouve aspirée dans le monde des courses automobiles. C'est au volant d’une voiture qu’elle tentera de prouver sa valeur.

## Personnages
Rin Rindō (輪堂 凜, Rindō Rin)
Voix japonaise : Fūka Izumi (ja)
Révant de devenir danseuse étoile, ces rèves se sont brisés après un accident. Menant une vie soignée et ludique chez sa grand-mère, elle se retrouve projetée dans le monde de la course.
Kanata Asakawa (浅河 カナタ, Asakawa Kanata)
Voix japonaise : Yoko Hikasa
Towa Komachi (小町 永遠, Komachi Towa)
Voix japonaise : Shiori Izawa
C'est une passionnée de course, mais qui n’a pas d’amis. Son passe-temps est de jouer aux jeux vidéos.
Sofia Bryant Tokitō (ソフィア・ブライアント・時任, Sofia Buraianto Tokitō)
Voix japonaise : Yui Horie
Liu Youran (劉 悠然, Ryū Yūzen)
Voix japonaise : Ayaka Suwa (en)
Pilote à la personnalité stoïque et perfectionniste.
Alice Summerwood (アリス・ サマーウッド, Arisu Samāuddo)
Voix japonaise : Nana Mizuki
Pilote extrêmement compétente.
Richard Parker (リチャード・パーカー, Richādo Pākā)
Voix japonaise : Kenichirō Matsuda
Lorenzo M. Salvatore (ロレンツォ・M・サルヴァトーレ, Rorentsuo M. Saruvuatōre)
Voix japonaise : Kohsuke Toriumi
Hikari Hinata (日向 光莉, Hinata Hikari)
Voix japonaise : Yurie Funato (en)
Akari Kuzuryū (九頭竜 明莉, Kuzuryū Akari)
Voix japonaise : Shu Uchida (en)
Ami
Voix japonaise : Yukari Tamura
Narrateur
Voix japonaise : Tōru Furuya

## Médias

### Anime
L'anime est annoncé le 15 juillet 2022 avec Kojiro Nakamura au scénario, Katsuyuki Kodera et Keitaro Motonaga au storyboard, Keitaro Motonaga au montage et Takuya Fujima au design,. Il est produit par Studio A-Cat et propose une collaboration avec le Super Formula,.
Une vidéo promotionnelle sort en octobre 2023, ainsi qu'un visuel présentant le personnage de Rin Rindoh. La série est diffusée depuis le 5 avril 2024,, sur Mainichi Broadcasting System, TBS et BS-TBS (ja). En Asie, l'anime est diffusé sur la chaîne YouTube Ani-One Asia. En France, l'anime est diffusé sur Animation Digital Network.
L'opening ADRENALIZED est interprété par Nana Mizuki, tandis que le thème de fin Fanfare est interprété par Scandal.
Le 2 avril 2024, une course est organisée entre Ai Shimizu et Kommi Maeda sous la supervision de Kohta Kawaai (ja).
Le 25 novembre 2024, Takuya Fujima annonce qu'une deuxième saison est en préparation.
En avril 2025, l'anime est doublée en anglais et en français.
| No | Titre français              | Titre japonais   | Titre japonais           | Date de 1re diffusion |
| No | Titre français              | Kanji            | Rōmaji                   | Date de 1re diffusion |
| -- | --------------------------- | ---------------- | ------------------------ | --------------------- |
| 01 | Sous le ciel du Fuji        | 富士の空の下で   | Fuji no sora no shita de | 6 avril 2024          |
| 02 | Mes Débuts !                | デビュー!        | Debyū!                   | 13 avril 2024         |
| 03 | L'Attaque de la reine       | 女王襲来         | Joō shūrai               | 20 avril 2024         |
| 04 | La Venue du roi             | 王者到来         | Oja tōrai                | 27 avril 2024         |
| 05 | Tendez l'oreille            | 耳を澄ませて     | Mimi wo sumasete         | 4 mai 2024            |
| 06 | Retardataire                | バックマーカー   | Bakkumākā                | 11 mai 2024           |
| 07 | La Déesse de la chance      | 幸運の女神       | Kōun no megami           | 18 mai 2024           |
| 08 | Ta Propre Conduite          | あなたの走り     | Anata no hashiri         | 25 mai 2024           |
| 09 | Course nocturne de Shanghai | 上海ナイトレース | Shanhai Naito Rēsu       | 1 juin 2024           |
| 10 | Derrière la vitesse         | 最速のその先へ   | Saisoku no Sono Saki e   | 8 juin 2024           |
| 11 | L'épreuve de la reine       | 女王決戦         | Joō Kessen               | 15 juin 2024          |
| 12 | Au-delà du paysage          | その先の景色     | Sono Saki no Keshiki     | 22 juin 2024          |

### Manga
Une série dérivée sous la forme d'un manga illustré par Chiaki Misono en collaboration avec le circuit de Suzuka intitulé Highspeed Etoile: L'Entrée de Towa et Kanata est prépublié dans le magazine en ligne Manga Cross d'Akita Shoten depuis octobre 2023,.
| no | Japonais       | Japonais          |
| no | Date de sortie | ISBN              |
| -- | -------------- | ----------------- |
| 1  | 18 avril 2024  | 978-4-253-32075-7 |

### Jeux vidéos
Le 21 novembre 2024, un jeu vidéo sort sur la Nintendo Switch.